# Festival da Tapioca
O Festival da Tapioca é um evento tradicional que ocorre no distrito de Boa Esperança, na zona rural de Santarém (Pará), e que comemora o aniversário da fundação do local. Através dele, os locais e visitantes celebram conquistas, tradições e a cultura dos moradores atuais e antepassados que marcaram o desenvolvimento da região.

## Atrações
O evento conta com venda de alimentos como a tapioca, shows gratuitos e até corrida de fubica (veículos motorizados que foram utilizados pelos agricultores para transportar a mandioca, desde a época da fundação de Boa Esperança, podendo ser encontrados até hoje).
É um resultado de uma parceria da Associação de Moradores da Comunidade Boa Esperança, com a Prefeitura de Santarém e empresários locais.
O Festival da Tapioca costuma ocorrer junto à Festa da Integração Gaúcha. Como a região também contém migrantes do Sul, a junção dos dois eventos busca estimular ainda mais a visibilidade para o local.
Durante o festival, é comum encontrar barracas ou estandes de fornecedores locais que vendem tapiocas doces e salgadas, além de outros alimentos típicos da região. Também podem acontecer concursos de melhores recheios de tapioca, apresentações culturais, shows musicais e atividades para toda a família.

### Modo de preparo da tapioca
A tapioca é feita a partir da fécula da mandioca, que é hidratada e peneirada para criar uma farinha fina. Essa farinha é então peneirada em uma frigideira quente, formando uma massa que é recheada com diversos ingredientes, como queijo, coco, carne, frango, chocolate, entre outros.

### Importância do festival
O festival, além de valorizar o potencial histórico, cultural e econômico local, homenageia agricultores e produtores rurais que contribuem com o desenvolvimento da região oeste paraense.

## O distrito de Boa Esperança
Fundada em 1961, e elevada à distrito em 1991, Boa Esperança é composta principalmente por nortistas, sulistas e nordestinos. A economia é baseada na produção da farinha de tapioca e derivados, no comércio local, no agronegócio, no funcionalismo público, aposentados, e na agricultura familiar.

### O cultivo da mandioca
A partir da década de 90, a produção familiar deixou de ser exclusivamente voltada à produção e plantio de arroz para dar espaço ao cultivo da mandioca. Viu-se então, um aumento no número de casas especializadas em produzir a farinha de mandioca e, mais tarde, em 1999, originando o Festival da Tapioca.